# Fougerolles (Haute-Saône)
Fougerolles korábbi község (település) Franciaországban, Haute-Saône megyében. 2019. január 1-jén Saint-Valbert községgel egyesült és Fougerolles-Saint-Valbert új község része lett.
Lakosainak száma 3565 fő (2018. január 1.). Fougerolles Plombières-les-Bains, Aillevillers-et-Lyaumont, Corbenay, Fontaine-lès-Luxeuil, Le Val-d’Ajol, Froideconche, Raddon-et-Chapendu, Saint-Bresson, Saint-Valbert és La Vaivre községekkel határos.

## Népesség
A település népességének változása:
| Lakosok száma | 3742 | 3670 | 3761 | 3566 | 3565 |
|               | 2013 | 2015 | 2016 | 2017 | 2018 |